# Bakanas
Bakanas (em cazaque:  Бақанас, Baqanas) é um selo no Balkhash (distrito) na Almaty (região) do sudeste do Cazaquistão. É a capital do distrito. População: 5,004 (Resultados do Censo 2009); 5,417 (Resultados do Censo de 1999).